# Cubaia
Cubaia es un género de hidrozoo de la familia Olindiidae. Habita en el océano Atlántico.

## Especies
- Cubaia aphrodite, Mayer, 1894